# 消えた声が、その名を呼ぶ
『消えた声が、その名を呼ぶ』（きえたこえがそのなをよぶ、The Cut）は、2014年のドイツ・フランス・イタリア・ロシア・ポーランド・カナダ・トルコ・ヨルダンのドラマ映画。
製作・監督・脚本はファティ・アキン、出演はタハール・ラヒムとシモン・アブカリアンなど。
第71回ヴェネツィア国際映画祭に出品され、ヤング審査員賞を受賞した。
この作品は『愛より強く』『そして、私たちは愛に帰る』に続く「愛、死、悪に関する三部作」の最終作となる。

## ストーリー
1915年に起きたオスマン帝国によるアルメニア人虐殺を生き延びた男が、生き別れた娘に再び会うためにトルコ南東部のマルディンからシリア・レバノン・キューバ・アメリカ合衆国ミネアポリス・ノースダコタまで8年にわたる旅をするドラマ映画。

## キャスト
- ナザレット・マヌギアン: タハール・ラヒム
- バロン・ボゴス: セヴァン・ステファン
- ラケル: ヒンディー・ザーラ（英語版）
- ヴァハン: ジョージ・ジョルジョー（ドイツ語版）
- フラント: アキン・ガジ（英語版）
- アニ: アレヴィク・マルティロシアン（フランス語版）
- メフメト: バートゥ・クチュクチャリアン（トルコ語版）
- オマル・ナスレッディン: マクラム・J・フーリ（英語版）
- クリコル: シモン・アブカリアン
- 孤児院院長: トリーネ・ディアホルム（デンマーク語版）
- ナカシアン夫人: アルシネ・カンジアン（英語版）
- ピーター・エデルマン: モーリッツ・ブライブトロイ